# اولیوت (تنسی)
اولیوت(به انگلیسی: Olivet) شهری در ایالت تنسی کشور ایالات متحده آمریکا است که جمعیت آن در سرشماری سال ۲۰۱۰ میلادی، ۱٬۳۵۰ نفر بوده‌است.